# Вільяр Мюра
Вільяр Мюра (норв. Viljar Myhra, нар. 21 липня 1996, Шієн, Норвегія) — норвезький футболіст, воротар данського клубу «Оденсе».

## Клубна кар'єра
Вільяр Мюра народився у місті Шієн і професійно займатися футболом почав у місцевому клубі «Одд», де грав у молодіжній команді, а з 2015 року почав залучатися до матчів першої команди. Та основним голкіпером у складі «Одда» Мюра так і не став, за три роки зігравши лише у семи поєдинках. І у січні 2019 року на правах вільного агента воротар перейшов до клубу «Стремсгодсет».

## Збірна
Вільяр Мюра провів дві гри у складі молодіжної збірної Норвегії. Восени 2021 року Мюра отримав перший виклик до лав національної збірної Норвегії. 